# TV-Bella
TV-Bella er uafhængig og ukommerciel lokal-tv for Vanløse og Brønshøj. Sendte første gang på Kanal København (Kanal 23) i august måned 2006. Siden 1. marts 2007 har TV-Bella sendt under egen sendetilladelse med seks udsendelser om ugen. Mandag til torsdag fra klokken 12 til 12.30 samt tirsdag og søndag fra klokken 18.30 til 19.00.
TV-Bella drives udelukkende af frivillige, der ønsker at producere lokal-tv ud fra journalistiske principper og på et så højt teknisk niveau, som det kan lade sig gøre.